# 서니 왕
서니 왕(영어: Sunny Wang, 1982년 11월 2일 ~ ) 또는 왕양밍(중국어 간체자: 王阳明, 정체자: 王陽明, 병음: Wáng Yáng Míng, 백화자: Ông Iông-bêng)은 대만계 미국인 배우이다.

## 성장 과정
서니 왕은 1982년 11월 2일 미국 뉴욕에서 대만계로 태어났다. 그는 태어난 직후 대만으로 이주 했고 7살이 되어서야 미국으로 돌아왔다. 그는 할머니, 어머니, 그리고 3.5살 어린 여동생 이본과 함께 미국에서 자랐다. 그는 뉴욕 대학교에서 경영학을 전공하고 티시 예술대학에서 영화학을 부전공했다. 왕은 영어와 중국어에 능통하다.

## 출연 작품

### 영화
- 2024년 가타오: 부전자전 - 마이클 역